# Amerikanska inbördeskriget
Amerikanska inbördeskriget utkämpades i Nordamerika från 1861 till 1865. Som svar på valet av Abraham Lincoln som president i USA, bröt sig 11 slavstater i södern, ut från USA och bildade Amerikas konfedererade stater (”Sydstaterna”) med ett lösare förbund. De övriga 25 delstaterna (”Nordstaterna”), varav fyra slavstater, stödde USA:s federala regering. Efter fyra år av krig, som mestadels utkämpades på de konfedererade staternas territorium, kapitulerade konfederationen och slaveri förbjöds i hela nationen genom det trettonde tillägget.  
Problemen som ledde till kriget löstes delvis i rekonstruktionseran som följde, med en starkare federal makt och ockupation av södern till 1877, medan försöken att emancipera den före detta slavbefolkningen som medborgare i hög grad misslyckades på grund av starkt regionalt motstånd. Denna motsättning kom senare att ligga till grund för den hårdföra rassegregationen i sydstaterna, de så kallade Jim Crow-lagarna, och den senare medborgarrättsrörelsen under 1900-talet. 
Historiska och moderna tolkningar pekar på synen på unionen och slaveriets roll i en fri republik som grundorsak till det amerikanska inbördeskriget, men det finns många andra tolkningar. En vanlig alternativ tolkning är den som först framlades av Karl Marx – "den sista borgerliga revolutionen" – och sedan vidareutvecklades av progressiva historiker som Charles A. Beard i början av 1900-talet, var de ekonomiska motsättningarna mellan de industrialiserade nordstaterna och de stapelvaruexporterande sydstaterna. Frågan om delstater ägt rätt att lämna unionen, som varit omtvistad sedan USA:s grundande, löstes därmed till förmån för den federala makten. 

## Bakgrund

### Skilda ekonomiska system
Redan under kolonitiden hade tre distinkta ekonomiska regioner i USA kunnat urskiljas: nord, syd och väst. Under början av 1800-talet blev skillnaderna allt tydligare. I norr påbörjades en industrialisering vid östkusten som snart spred sig till områdena runt de Stora sjöarna. I väster etablerades stora farmer som till en början handlade mycket med södern längs Mississippifloden, men som efterhand sökte marknader för sina jordbruksprodukter i de nordliga industrialiserade staterna. Industrin i norr kunde å sin sida erbjuda nya jordbruksmaskiner till staterna i väst, vilket knöt norr och väster närmre varandra och förflyttade handelslederna så att dessa gick i öst-västlig riktning med både kanaler och järnvägar.
I södern bildades stora plantager som verkade vid sidan om mindre självhushållande jordbruk. Plantagesystemet fördjupade sin särprägel när efterfrågan på bomull ökade under 1800-talet, något som även resulterade i ett ökat slaveri. Sydstaternas beroende av ett fåtal exportprodukter som bomull och tobak begränsade den ekonomiska utvecklingen och innebar att utveckling främst kunde ske genom att öka produktionen ytterligare. Den ökade produktionen ledde dock till lägre priser och under 1830-talet upplevde södern en allvarlig ekonomisk nedgång.
Politiskt präglades södern av en slags aristokrati bestående av plantageägare som i huvudsak fientligt inställda till industrialisering. Samhällsstrukturen och det ekonomiska systemet innebar en allmän stagnation, vilket medförde att södern isolerades alltmer från regionerna i norr och väster som hade en annan ekonomisk och politisk dynamik. Förutom att den ekonomiska utvecklingen skilde regionerna så tillkom även politiska strider om tullar och slaveriet, vilket ytterligare spädde på motsättningarna mellan nord och syd.

### Balans mellan nord- och sydstater
En politisk skiljelinje i den amerikanska unionen gick mellan de stater som tillät slaveri: slavstater, och de där slaveriet var förbjudet: fristater. För att senaten inte skulle domineras av antingen den ena eller andra parten slöt man 1820 Missourikompromissen. Beslutet innebar att Missouri skulle bli en del av de förenta staterna som en slavstat, medan Maine skulle upptas som en fristat. På så vis upprätthölls balansen mellan nord- och sydstater i de politiska institutionerna, inte minst i senaten. Samtidigt kom man överens om att en gräns skulle dras västerut från Missouris sydgräns, där slaveri skulle vara förbjudet norr om gränsen och tillåter söder om gränsen.
Sedan Andrew Jackson tillträtt som president 1829 motarbetade han delar av den ekonomiska politiken som blivit känd som Amerikanska systemet med centralbank, höga tullar och statliga investeringar i kommunikationer för att knyta ihop USA. Jackson var dock positiv till höga tullar, något som sydstaterna med sin exportberoende ekonomi högljutt motsatte sig. Konflikten ledde till nullifikationskrisen 1832 där South Carolina hotade att gå ur unionen. Krisen avtog när Jackson hotade att gå in med militär i delstaten, samt att man ingick en kompromiss om tullarna.

#### Expansionen västerut
Under 1840-talet expanderade USA kraftigt åt väster, inte minst på bekostnad av Mexiko som USA 1846 hamnade i krig med. Efter kriget förvärvade Förenta staterna stora områden, vilket gjorde att frågan om slaveriets vara eller icke-vara åter hamnade på dagordningen. Landet antog 1854 Kansas-Nebraskalagen, vilken rev upp Missouriöverenskommelsen. Tre år senare, 1857, vann sydstaterna i Högsta domstolen där man i Dred Scott-fallet slog fast att Kongressen saknade rätt att förbjuda slaveri, eftersom slavar ansågs vara egendom och konstitutionen skyddade egendomsrätten.

### Lincolns tillträde som president
År 1854 bröt sig en falang ur Whigpartiet loss med det uttryckliga målet att förbjuda slaveriet. Fraktionen bildade snart Republikanska partiet och började kampanja för att slaveri skulle förbjudas i de nya områdena som tillkommit till unionen.
När Abraham Lincoln från republikanska partiet tillträdde som USA:s president 1860 uppstod en dispyt som ledde till att sydstaterna lämnade unionen i protest mot denna, 4 mars 1861, och istället bildades Amerikas konfedererade stater (Confederate States of America, CSA). Kriget utkämpades som ett krig för frigörelse från unionen respektive återställande av densamma. Den främsta orsaken till konflikten var synen på slaveriet.
Det fanns många faktorer som ledde fram till kriget, både politiska och kulturella. Men bland gemene man var det nog slaveriet som dryftades, då högsta domstolen ogiltigförklarade en lag från 1850 som sade att förrymda slavar måste återbördas till sina ägare. Det här väckte stor indignation i syd alltmedan nordstatsexcentrikern John Brown gav sitt stöd till upprättandet av en ”republik för förrymda slavar”. Brown, och arton andra nordstatare, ockuperade 1859 en federal byggnad i Harpers Ferry i Virginia. Han dödade borgmästaren och tog några av stadens ledande män till fånga. Brown fängslades sedermera och dömdes för mord och sammansvärjning och förräderi mot staten Virginia. Hans död gjorde honom till en martyr för slaverimotståndarna som upphöjde honom till helgon. Tidningarna tillgrep stora ord, såsom ”Ett nytt helgon som gjorde galgen till ett kors”. Avrättningen verkade inte avskräckande utan fick motsatt effekt.
Styrkeförhållandena innan kriget började var elva sydstater med 9 miljoner invånare inklusive 4 miljoner slavar, mot tjugoen nordstater med 28 miljoner invånare.

## Händelseförlopp
I presidentvalet 1860 hade det republikanska partiet, lett av Abraham Lincoln, en kampanj mot utökandet av slaveriet bortom de delstater där det redan existerade. Republikanerna förespråkade nationalism och i sitt valprogram 1860 fördömde de hot om splittring som förräderi. Efter en republikansk seger, men innan den nya regeringen tillträdde den 4 mars 1861, förklarade sju delstater sin utbrytning och gick ihop och bildade Amerikas konfedererade stater. Både president James Buchanans avgående regering och den tillträdande regeringen bestred utträdets lagenlighet och betraktade det som uppror. De övriga åtta slavstaterna avvisade samtal om utbrytning vid denna tidpunkt. Inget land i världen erkände konfederationen.
Strider inleddes den 12 april 1861, då konfedererade styrkor attackerade en federal militär anläggning vid Fort Sumter i South Carolina. Lincoln svarade med att kräva en frivillig armé från varje delstat som skulle återta federal egendom, vilket ledde till deklarationer om utträde av ytterligare fyra slavstater. Båda sidor rustade upp arméstyrkor allteftersom unionen tog kontroll över gränsstaterna i början av kriget och etablerade en marin blockad. Fältslag i öst 1861–1862 blev resultatlösa, eftersom konfederationen slog tillbaka unionens ansträngningar att erövra dess huvudstad, Richmond, Virginia, under Peninsularfälttåget. I september 1862 avslutades konfederationens fälttåg med nederlag i Maryland i slaget vid Antietam, vilket hindrade britterna från att ingripa. Dagar efter det slaget utfärdade Lincoln Emancipationsproklamationen, vilket gjorde slaveriförbudet till ett krigsmål.
År 1863 avslutades den konfedererade generalen Robert E. Lees avancemang norrut i nederlag i slaget vid Gettysburg. I väster fick federala styrkor kontrollen över Mississippifloden efter slaget vid Shiloh och belägringen av Vicksburg, och splittrade därmed konfederationen i två delar; man förstörde mycket av deras västra armé. Tack vare sina framgångar i väster gavs Ulysses S. Grant befälet över den östra armén 1864. Han organiserade William Tecumseh Sherman, Philip Sheridan och andras arméer att attackera konfederationen från alla håll, vilket ökade nordstaternas fördel i manskap. Grant omstrukturerade unionsarmén och tillsatte andra generaler som befäl över divisioner som skulle stödja hans avancemang in i Virginia. Han ledde Overlandfälttåget för att erövra Richmond men ändrade sina planer på grund av våldsamt motstånd, och ledde därefter belägringen av Petersburg som nästan gjorde slut på resterna av Lees armé. Samtidigt erövrade Sherman Atlanta, marscherade mot havet och förstörde konfederationens infrastruktur längs vägen. När konfederationens försök att försvara Petersburg misslyckats, retirerade den konfedererade armén. Den förföljdes och besegrades, vilket resulterade i Lees kapitulation till Grant vid Appomattox Courthouse den 9 april 1865.
Det amerikanska inbördeskriget var ett av de tidigaste sanna industriella krigen. Järnvägar, telegrafen, ångbåtar och massproducerade vapen användes i stor skala. Bruket av total krigföring, som utvecklats av Sherman i Georgia, och skyttegravskriget i närheten av Petersburg, förebådade första världskriget i Europa. Det är fortfarande det blodigaste kriget i amerikansk historia, med 620 000 döda soldater och okänt antal civila offer. Historikern John Huddleston uppskattar dödssiffran till tio procent av alla män 20–45 år i nordstaterna och 30 procent av alla vita män i åldern 18–40 i södern. Nordstaternas seger innebar slutet på konfederationen och slaveriet i USA och stärkte den federala regeringens roll. De sociala, politiska och ekonomiska frågorna samt rasfrågorna i kriget formade rekonstruktionstiden fram till 1877 på ett avgörande sätt.

### Striderna
|  | Slavstater som utträdde ur unionen före slaget vid Fort Sumter |

|  | Slavstater som utträdde ur unionen efter slaget vid Fort Sumter (West Virginia, som inte är markerat på kartan, utträdde ur Virginia och inträdde i unionen) |

|  | Slavstater som förblev i unionen |

|  | Fria Unionsstater |

|  | Ej kontrollerade Territorier |

Striderna inleddes den 12 april 1861 med att sydstaterna intog Fort Sumter i South Carolina och mot alla förväntningar besegrade de även den reguljära unionsarmén i det första slaget vid Bull Run 21 juli 1861. År 1862 blev general Robert E. Lee ledare för konfederationens Virginiaarmé och utkämpade med den ett oavgjort fältslag vid Antietam i september. Lees militära skicklighet bidrog därefter starkt till sydstaternas krigsinsats och han visade sig vara den största faktorn till att de industriellt underlägsna sydstaterna kunde hålla ut så länge.
Redan från början av kriget etablerade nordstaterna en sjöblockad mot sydstaterna i syfte att hindra sydstaterna från att exportera bomull till Europa. Den 8–9 mars 1862 ägde världshistoriens första strid mellan bepansrade fartyg rum i slaget vid Hampton Roads. Det nordstatsbyggda USS Monitor (konstruerat av den svenskfödde John Ericsson) avgick med en knapp seger efter en lång duell mot sydstaternas CSS Virginia (som innan ombyggnaden hette Merrimac). Under tiden opererade nordstatsgeneralen Ulysses S. Grant längre västerut och besegrade sydstatsarmen i slaget vid Shiloh 1862. Därefter ryckte han vidare söderut längs Mississippifloden, i syfte att skära konfederationen i två delar. Under perioden maj-juni 1862 föll både Memphis och New Orleans i unionens händer med hjälp av unionens flottstyrkor. Den 4 juli 1863 intog nordstatstrupperna sålunda Vicksburg (se Slaget vid Vicksburg). Lee besegrade nordstatsarméerna i slagen vid Fredericksburg, Chancellorsville och Fredericksburg (andra) och ledde därefter Virginiaarmén in i Maryland. Krigets avgörande slag, och vändpunkt, kom i slaget vid Gettysburg i Pennsylvania den 1–3 juli 1863, där Lee besegrades av general George Gordon Meade. Samtidigt blev en nordstatsarmé, som försökt invadera Virginia, besegrad i slagen vid Chickamauga, ehuru det blev en blodig seger för sydstaterna. Chickamauga var det enda större slaget där sydstaterna var numerärt överlägsna.
År 1864 kämpade Lee mot general Grant i många blodiga slag i Virginia och sydstatsarméerna tvingades trots upprepade segrar tillbaka. Efter slaget vid Chattanooga kunde Grant gå söderut in i Georgia. Han skickade general William Tecumseh Sherman söderut, medan han själv fortsatte strida mot Lee i Virginia. 1864 intog även Sherman Atlanta i Georgia (efter slaget vid Atlanta), varpå marschen gick österut, mot havet; Shermans marsch mot havet är ett klassiskt ”snitt med skäran” i militärhistorien. Sherman intog Savannah närmare kusten lagom till jul och skickade ett telegram till Lincoln med följande innebörd: ”I beg to present you as a Christmas gift the City of Savannah.” Sherman fortsatte senare norrut och intog Columbia i South Carolina. År 1865 retirerade Lee från Petersburg där en blodig belägring 15 juni 1864–2 april 1865 hade ägt rum. Sydstaternas huvudstad Richmond evakuerades och någon tid därefter kapitulerade Lee. Lees sista strid kom att bli slaget vid Appomattox, varefter Lee kapitulerade med hela sin armé inför general Grant vid Appomattox tingshus den 9 april 1865. Den siste sydstatsgeneralen som kapitulerade var brigadgeneral Stand Watie, vars kapitulation den 23 juni 1865 kan sägas ha varit det definitiva slutet på inbördeskriget.

## Följder

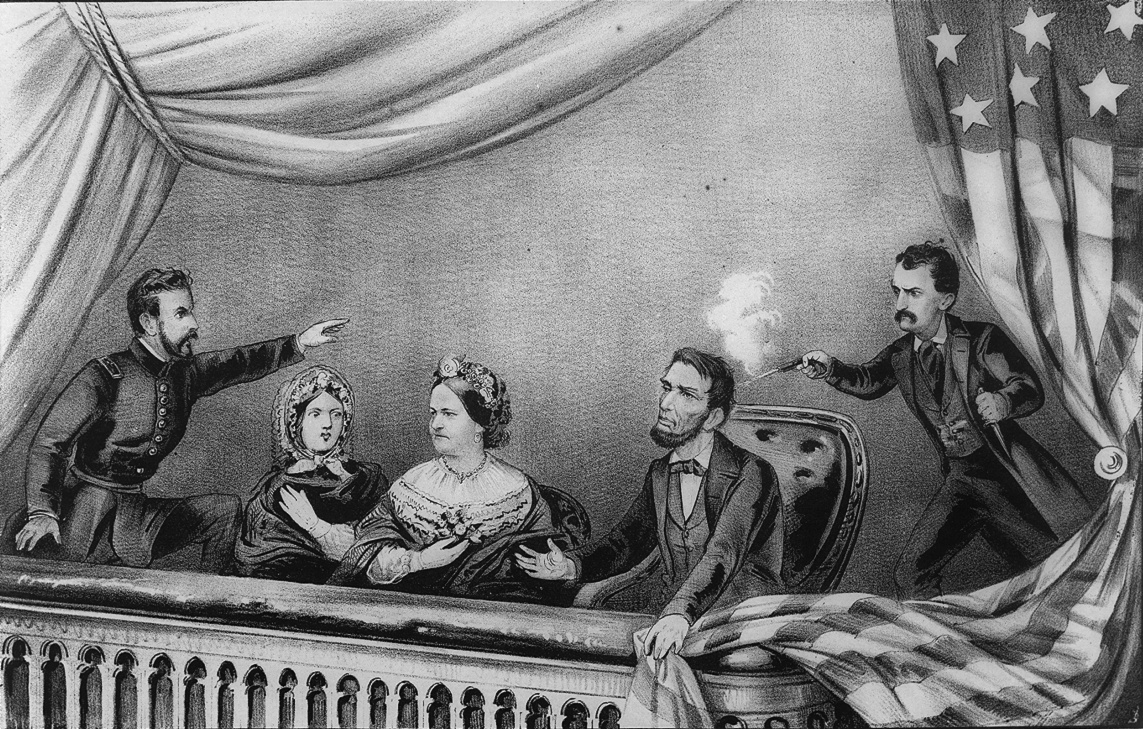
Mordet på Abraham Lincoln.

Fem dagar efter Lees kapitulation blev Abraham Lincoln mördad av John Wilkes Booth. Det amerikanska inbördeskriget krävde cirka 630 000 militära dödsoffer och är således den blodigaste konflikten i amerikansk historia. De viktigaste resultaten av kriget var att slaveriet hävdes i och med emancipationen den 1 januari 1863 och att unionen bevarades. Dessutom stärktes det federala styret i hela USA. Krigsförlusten, tillsammans med slaveriets avskaffande, innebar ett ekonomiskt och kulturellt bakslag för sydstaterna.
I nordstaterna kunde förlusten av människor gottgöras genom de hundratusentals invandrare som man årligen tog emot från Europa, och trots den tunga skattebördan avbröts endast för en kort tid nordstaternas ekonomiska utveckling. Till och med mitt under kriget fullbordades nya järnvägar, och Västerns kolonisation fortskred i rask takt genom homesteadlagarna. Rika skördar och stigande veteexport gav bönderna inkomster, de stora beställningarna för härens beklädnad och beväpning gav industrin rik sysselsättning, och på så sätt tilltog trots kriget det materiella välståndet.
Helt annorlunda var situationen i sydstaterna. Här hade man förbrukat nästan allt, intill sista man och sista öret. Kriget hade nästan uteslutande förts inom konfederationens gränser. Stora sträckor hade systematiskt ödelagts av de fientliga soldaterna, husen var nedbrända, plantage, järn- och landsvägar förstörda, och det fanns varken kapital eller arbetskraft till att återställa det förlorade. Efter konfederationens sammanstörtande förlorade dess skuldförskrivningar och pappersmynt sitt värde och slavförrådet, som hade utgjort den värdefullaste beståndsdelen av dess förmögenhet, gick nu förlorat, definitivt och utan någon ersättning.
År 1869 beslutade president Andrew Johnson om allmän amnesti för nordstatsdesertörer och sydstatssoldater för brott begångna under inbördeskriget.
Tiden närmast efter kriget är känd som rekonstruktionstiden. Nordstatstrupper ockuperade sydstaterna ända fram till 1877. Legal rasdiskriminering fortsatte länge i USA, även på federal nivå, bland annat var den amerikanska krigsmakten segregerad ända till slutet av 1940-talet. Ku Klux Klan bildades i Tennessee den 24 december 1865. Den afroamerikanska befolkningen hade medborgerliga och politiska rättigheter i Södern så länge nordstatstrupperna var närvarande, medan de sydstatare som hade slagits på de konfedererades sida förlorade sina medborgerliga rättigheter. När trupperna drog sig tillbaka berövades i praktiken de svarta rösträtt och utsattes för en konsekvent rasåtskillnadspolitik genom så kallade Jim Crow-lagar. Den amerikanska högsta domstolen godkände segregationen genom en doktrin som kallades ”separate but equal” (åtskilda men jämlika) i rättsfallet Plessy v. Ferguson. Det var först genom medborgarrättsrörelsen på 1950- och 1960-talen som de svarta fick fullständiga medborgerliga rättigheter.
Lincoln var republikan, och det kom att dröja länge innan republikanerna kunde få något större stöd i de förutvarande sydstaterna. I Georgia dröjde det ex ända till 2003 innan en republikan valdes till guvernör för första gången. Demokraterna kom att helt dominera politiken i dessa delar av USA fram till cirka 1970-talet. Fram till sekelskiftet fanns dock, främst i den afroamerikanska befolkningen, ett visst republikanskt stöd, och afroamerikanska kongressledamöter från södern bestod till år 1901.

## Eftermäle

### Den förlorade saken
Minnet av inbördeskriget har sett olika ut beroende på var i USA man befinner sig och vem som har berättat historien om inbördeskriget. I södern dök det på 1870-talet upp en alternativ historieskrivning, grundad av den tidigare sydstatsgeneralen Jubal Early. Early publicerade en rad artiklar som vad som senare blivit känt som den förlorade saken (engelska: The Lost Cause). Den förlorade saken ses av etablerade historiker som en förvrängd historietolkning av inbördeskriget från ett sydstatsperspektiv och beskrivs vanligen som en myt. Den "gamla södern" har i tolkningen romantiserats, där man bland annat framställer afroamerikaner framställts som "trogna slavar" och menar att konfederationen bara besegrades militärt på grund av nordstaternas överväldigande resurser. Den förlorade sakens grundsatser har på en rad punkter avfärdats som utan grund i den faktiska historien.

## I populärkultur
Amerikanska inbördeskriget har skildrats i otaliga verk. Denna sektion ger en överblick över de mer noterbara.

### Film
- Nationens födelse (1915)
- Så går det till i krig (1926)
- Agent n:o 13 (1934)
- Borta med vinden (1939)
- Ung soldat (1951)
- De tappras väg (1959)
- 7 tappra män (1965)
- Den gode, den onde, den fule (1966)
- Korpral McB - anmäld saknad (1971)
- Nord och Syd (1985. 1986, 1994, miniserie)
- Ärans män (1989)
- The Civil War (1990, miniserie)
- Gettysburg (1993)
- De laglösa (1993)
- Ride with the Devil (1999)
- Cold Mountain (2003)
- Gods and Generals (2003)
- Lincoln (2012)
- 12 Years a Slave (2013)
- Free State of Jones (2016)
- De bedragna (2017)

### Musik
- "Dixie"
- "Battle Hymn of the Republic"
- "The Bonnie Blue Flag"
- "John Brown's Body"
- "When Johnny Comes Marching Home"
- "Marching Through Georgia"